# Knöpflesbrunnen
Der Knöpflesbrunnen ist eine 1124,6 m ü. NHN Höhe erreichende Hochalm im Südschwarzwald (Baden-Württemberg) und zugleich ein Nebengipfel der Hasbacher Höhe (1149,4 m ü. NHN). Er liegt am Ende eines langen Bergrückens in guter Aussichtslage über dem Wiesental nördlich von Schönau im Schwarzwald.

## Lage und Charakteristik

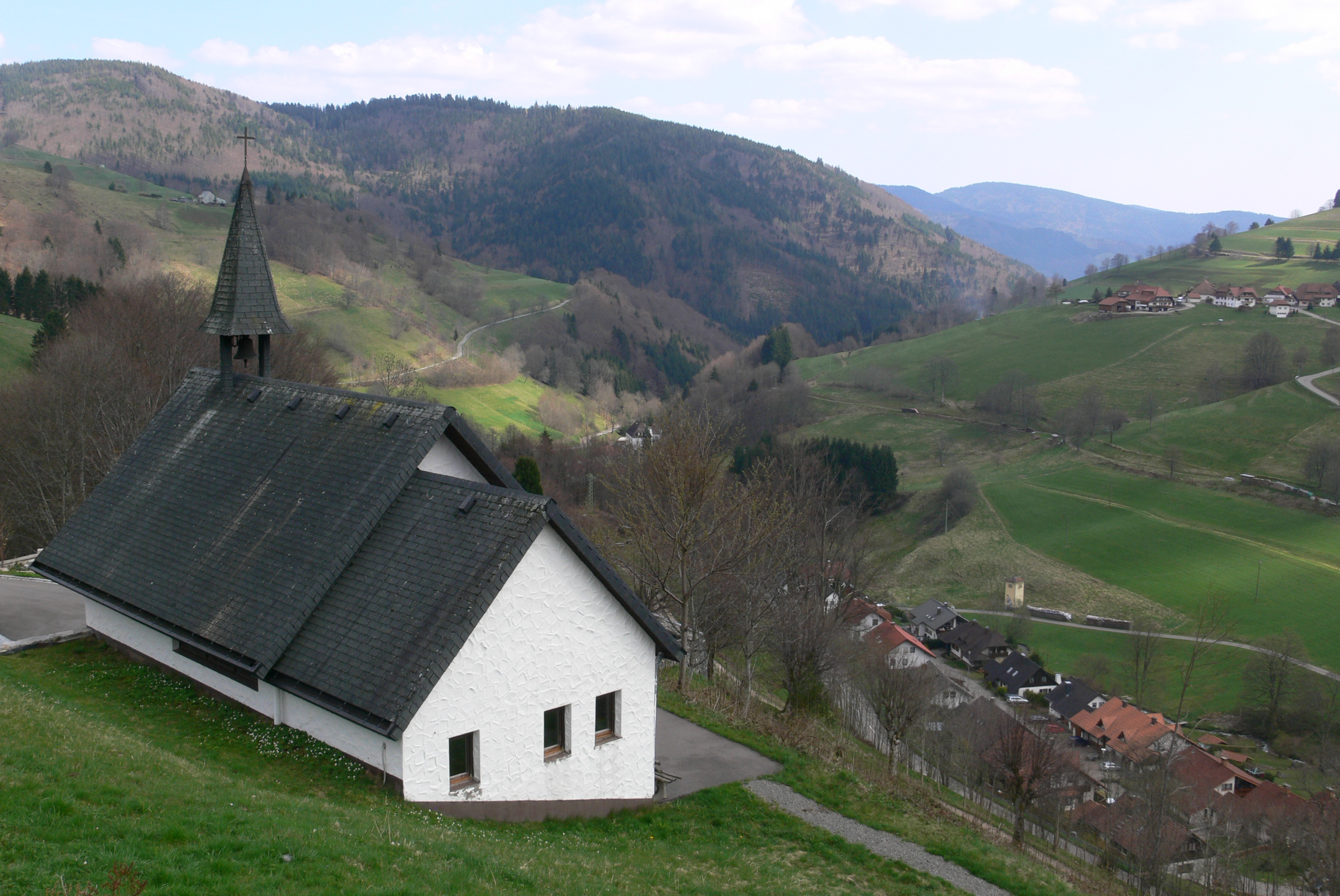
Blick über die Friedhofskapelle Wieden zum Knöpflesbrunnen (links)

Der Knöpflesbrunnen liegt auf dem Gebiet der Gemeinde Utzenfeld im Landkreis Lörrach. Der mit ihm endende, vom Trubelsmattkopf herkommende Bergrücken verläuft zwischen zwei Passstraßen, die von der Rheinebene in das Wiesental führen (Schauinsland-Notschreistraße, Straße über das Wiedener Eck).
Der Knöpflesbrunnen ist zwar nur ein Nebengipfel der Hasbacher Höhe, dafür aber als das nach drei Seiten 400 bis 500 Meter abfallende Ende eines Höhenzuges wesentlich markanter. Beide Gipfel sind etwas niedriger als der umgebende Kranz von Gipfeln, dennoch ist der Knöpflesbrunnen als Aussichtspunkt besonders bekannt. Dies erklärt sich durch die Lage der Hochalm inmitten des oberen Talbereichs der Wiese, wodurch Blicke entlang der Tallinien mehrerer hier zusammenlaufender Täler möglich sind. Am Südrand des Wiesenplateaus liegt der Tannharzfelsen, dessen bis zu den Alpen mögliche Aussicht von störendem Aufwuchs frei gehalten ist.
Das Wiesenplateau ist das Quellgebiet des steil nach Süden hinabstürzenden Utzenbaches und wird seit 1914 als Hochweide für Jungvieh genutzt. In den 50er Jahren ging die Weidenutzung zurück; ab 1942 fand noch Fremdbeweidung durch Schafe und Ziegen statt.
Im Jahr 1925 wurde in der Viehhütte eine Schankwirtschaft eröffnet und im Jahr 1953 wiederum eine Gastwirtschaft. Seit 1968 ist der heutige Almgasthof Knöpflesbrunnen mit Gästezimmern in Betrieb. Er ist auch über eine Schotterstraße aus dem unteren Wiedenbachtal erreichbar, die von der L 123 bei der früheren Bergwerkssiedlung Königshütte abzweigt.
Im Nordwesten des Knöpflesbrunnen beginnt mit einem kleinen Kar der steile Finstergrund mit dem heutigen Besucherbergwerk Grube Finstergrund. Die Anfänge der Grube gehen auf das 13. Jahrhundert zurück.

## Gesteine und Geländeformen
Die Gesteine im Bereich des Knöpflesbrunnen weisen eine Abfolge von Nord nach Süd auf, wie sie für den Nordrand der Badenweiler-Lenzkirch-Zone typisch ist: Paragneis und anatektisch überprägte Gneise im Gipfelbereich, südlich davon Randgranit, im Frontbereich der ganz im Süden aufragenden Utzenfluh schließlich die sehr harte Sengalenkopf-Schiefer-Formation. Der Randgranit ist im Zuge der Gebirgsbildung auf die südlichen Schiefer überschoben worden. Die heutigen metamorphen Gesteine wurden zumeist während der Variszischen Gebirgsbildung (vor rund 330 Mio. Jahren) aus wesentlich älteren Sedimentgesteinen gebildet. Die zahlreichen Mineralgänge, zu denen auch der Finstergrund-Gang gehört, entstanden vor rund 160 Mio. Jahren.
Unterhalb des sanft gerundeten Gipfelplateaus sind die meisten Hänge zunächst gleichmäßig geböscht, weiter unten aber kantig zertalt. Die oberen Hänge sind vor allem nach Osten hin partienweise schroff, wo während der vergangenen kaltzeitlichen Vergletscherungen Nivationsnischen und kleine Kare entstanden. Dort konnten am Rand der Hochflächen die vorherrschenden Westwinde viel Schnee zusammenwehen.

## Vegetation
Am Knöpflesbrunnen herrscht Fichtenwald vor mit kleineren Laubwaldzellen, auf dem offenen Gipfelplateau dagegen große Berg-Mähwiesen und weitläufige Magerrasen. Inselhaft kommen Hutewaldreste mit Weidbuchen vor. Auf den südlichen Berghängen ist der Wald früher als Waldweide genutzt worden, während das Vieh allmählich von Utzenfeld aus auf die Hochweiden geführt wurde. Durch die frühere Niederwaldwirtschaft ist der Anteil der Trauben-Eiche erhöht. Die Südspitze des Bergstocks bilden die unter Naturschutz stehenden Felswände der Utzenfluh mit seltenen Pflanzenarten und einer ungewöhnlich hoch vorkommenden eher wärmeliebenden Vegetation.